# Agyphantes sakhalinensis
Espèce
Agyphantes sakhalinensis est une espèce d'araignées aranéomorphes de la famille des Linyphiidae.

## Distribution
Cette espèce est endémique de Sakhaline en Russie.

## Étymologie
Son nom d'espèce, composé de sakhalin et du suffixe latin -ensis, « qui vit dans, qui habite », lui a été donné en référence au lieu de sa découverte, Sakhaline.

## Publication originale
- Saaristo & Marusik, 2004 : Two new petrophilous micronetine genera, Agyphantes gen. n. and Lidia gen. n. (Araneae, Linyphiidae, Micronetinae), from the eastern Palearctic with descriptions of two new species. Bulletin of the British Arachnological Society, vol. 13, p. 76-82.